# Groupe de résistance de Château-Gontier
Le Groupe de Résistance de Château-Gontier fut créé au cours de l'année 1942 par Élisée Mautaint et André Counord. Ce réseau fait partie de Libération-Nord et couvre l'arrondissement de Château-Gontier en Mayenne

## Histoire
Dès 1941, Adophe Bouvet entre en relation avec André Counord : l'action est alors toute individuelle, et de propagande et d'opposition. C'est en 1942 que l'organisation de résistance prends corps et se forme.

### Création
Au cours de l'année 1942, par des contacts entre anciens mobilisés, notamment entre Counord, Robert Lemonnier et Pierre Chabrun, des groupes de résistance se mettent en place à Château-Gontier et dans la région. Au même moment, Élisée Mautaint, avait déjà mission de prospecter le Sud de la Mayenne. Le capitaine Counord et le général Lemonnier rejoignent les Indépendants de la Mayenne et en septembre 1942, prennent contact avec le groupe de résistants de Sablé où ils retrouvent Victor Daum, Michel Lemore et Georget.

### Réseau d'action
André Counord prit la tête du groupe de Château-Gontier : il est composé initialement d'une dizaine de personnes dont Jean Delhommeau, Guillaumeau, Robert Lemonnier, et le gendarme Cantel. Élisée Mautaint et Ripoche (de Ménil), secrétaires de mairie instituteurs, se chargent de fournir ceux qui en avaient besoin en fausses cartes d'identité et tickets de rationnement. Pierre Chabrun, sous la direction de Counord est à la tête du groupe de Bazouges : il est composé entre autres de Paris, Marcel Saulais, et Charles Talvat.
Les Indépendants fusionnent avec le mouvement Libération-Nord.
Cinq sections sont créées avec pour responsables : 
- André Counord, Robert Lemonnier et Ripoche pour Château-Gontier
- Camus pour Meslay
- Boursiol assurant les liaisons dans tout l'arrondissement.
- Adolphe Bouvet, chef du groupe de résistance du secteur de Saint-Sulpice

De fréquentes entrevues ont lieu à Saint-Sulpice, où l'existence du café tenu par sa femme facilite les réunions, et leur enlève, autant qu'il en est possible, leur caractère suspect. Pendant, plus d'un an, l'activité clandestine du groupe consistait surtout en préparatifs divers, en contacts et en reconnaissances, en vue de l'extension du mouvement, lorsque celui-ci disposera des moyens nécessaires. Bouvet diffuse les brochures, les journaux Libération notamment et les tracts. Il a enrôlé dans sa commune plusieurs habitants dont le charron Mordrais, et l'un des ouvriers Gonnin, parisien libéré, dont le vrai nom est Lepage. Il a aussi contacté plusieurs autres des communes alentour : Quelaines, et Villiers-Charlemagne.

### Agrégation
Au début de 1944, chaque groupe est prêt pour les missions diverses ou les tâches que la Résistance pourra être appeler à amener, et dont l'activité du groupe clandestin consistait alors en la recherche de terrains d'atterrissage et de parachutage, de lieux où recevoir et cacher armes et munitions, en la préparation du transport de celles-ci. Le groupe cherche également à mettre en place une défense anti-chars.
Mautaint est le représentant du premier Comité départemental de libération clandestin. Responsable de l'organisation militaire du sud de la Mayenne, il confie la mission d'implantation des groupes de Résistance à André Counord. À la suite de l'arrestation de Pierre Coste début mai 1944, recherché par les Allemands, Mautaint part se cacher près de Couesmes-en-Froulay, tandis que sa femme et sa belle-sœur sont arrêtées et internées.
Robert Dupérier est désigné par le gouvernement provisoire, comme préfet de la Mayenne, où il arrive clandestinement au début de juin 1944, comme chargé de constituer un nouveau Comité départemental de libération de la Mayenne.
Pourvu d'un certificat médical de complaisance, il circule librement sous son vrai nom, comme réfugié parisien en convalescence. D'abord accueilli à Château-Gontier dans des familles amies du Groupe de résistance de Château-Gontier à partir du 24 mai, il s'installe en juin 1944 à Loigné-sur-Mayenne. Adolphe Bouvet, facteur et résistant de Saint-Sulpice, est son agent de liaison avec le futur Comité départemental de libération et les divers organismes de Résistance. La pièce attenante du café sera le lieu ordinaire de réunion des chefs ou de leurs émissaires. Dupérier indiquera dans sa première visite officielle en tant que préfet à Château-Gontier connaître Bouvet, et Landelle de Saint-Sulpice.
Counord devient chef des FFI de l'arrondissement, puis du département du réseau FFI (Forces françaises de l'intérieur) en 1944. Le groupe compte environ 600 hommes à la veille du débarquement de Normandie. Il agrège au cours de l'été 1944, peu à peu, avec des groupes Armée secrète, OCM et des groupes FTP, qui se retrouvent pour constituer des unités FFI.
Entre temps et avant les parachutages, en juin 1944, Bouvet héberge à plusieurs reprises Étienne de Raulin (Laboureur) et le général Marcel Allard (Rodolphe), ainsi que Counord. Toutes les réunions importantes se tiennent chez Bouvet, notamment les liaisons entre les différents autres groupes de résistance du département. Counord rejoint Raulin et Allard, qui l'un et l'autre, se tiennent cachés mais prêts à reprendre l'action en Mayenne.

### Parachutages
Le 18 juin 1944, Étienne de Raulin et Claude de Baissac se réunissent chez Paul Janvier pour préparer des parachutages dans la région de Château-Gontier. Le 21 juin, Janvier reçoit la visite de Pierre Hunault (Besnier), de Craon et de son ami Camus, de Meslay-du-Maine, qui viennent organiser avec Claude de Baissac les parachutages dans la région de Meslay-du-Maine et de Château-Gontier. Ils partent au petit jour avec de l'armement pris dans la réserve de Bais. Le 22 juin, Londres annonce que le parachutage est manqué à Meslay-du-Maine, mais réussi à Château-Gontier.
Le 1er juillet 1944, un parachutage est attendu à Saint-Charles-la-Forêt (avec pour code radio « Avez-vous le mal de mer », deux fois) avec les groupes de Meslay, Bouère, Château-Gontier, mais, se retrouvant pris entre deux colonnes allemandes, ils doivent se replier. L'ennemi fait un prisonnier et de nombreuses bicyclettes sont abandonnées.
Le 2 juillet 1944, un parachutage est attendu à Loigne-sur-Mayenne (avec pour code radio « N'éteignez pas les lumières » deux fois) avec les groupes de Saint-Sulpice, Bierné, Château-Gontier et Bazouges. L'opération est dirigée par Counord et les caisses parachutées sont réceptionnées avec l'armement, malgré les caisses du 2e avion qui tombent dans un bois. Depuis le début de fin juin, Counord a quitté Saint-Sulpice et se cache à Villiers-Charlemagne.
Début juillet, les groupes de Meslay et Bierné accompagnés par les chefs Ollivault de Bouère et Legrand de Parné doivent recevoir un parachutage. Au dernier moment, ils s'aperçoivent qu'une rampe de lancement allemande est installée sur la commune du Bignon-du-Maine à 1 500 m du terrain prévu. Après avoir prévenu les avions par signaux, le parachutage est annulé.
Dans la nuit du 6 au 7 juillet, un parachutage d'armes a lieu avec succès entre Peuton et Loigné avec une équipe de 25 hommes recrutés par Adolphe Bouvet. Les armes sont partagées le lendemain entre les différents groupes de résistance intérieure de la Mayenne.
Le 8 juillet, Paul Janvier rencontre le Docteur Paul Mer à Laval qui lui apprend qu'il fait partie du Comité de Libération et que Robert Dupérier, futur préfet, est arrivé. Mer lui conseille de se méfier d'Étienne de Raulin (Laboureur), qui veut se faire passer comme commandant civil de la Mayenne. Janvier lui explique alors l'organisation de son groupe, et se met à disposition pour la fourniture d'armes à Laval. Janvier profite du voyage pour aller ensuite à Meslay-du-Maine afin de savoir ce que devient Étienne de Raulin (Laboureur), dont il n'a plus signe de vie et les causes de la non-réception du parachutage du 22 juin. Il voit Camus et le prie d'envoyer Laboureur au plus vite chez lui.
Le 22 juillet soir, Janvier reçoit Pierre Hunault (Besnier). Claude de Baissac qui arrive au même moment accepte de lui livrer des armes. Janvier indique à Besnier de se mettre en liaison avec Henri de Mollans et lui conseille de prendre en main lui-même ses groupes en négligeant Laboureur. Le 22 juillet, un envoyé d'Henri de Mollans vient réclamer à Janvier des armes. Il lui explique les difficultés crées par Laboureur et lui dit avoir chargé Besnier de lui fournir ce qu'il demande dès que possible. Dans la soirée, arrivent à nouveau Claude de Baissac et Besnier pour fixer les terrains de parachutage dans la région de Laval-Château-Gontier. Janvier, après le départ de Baissac, exprime à Besnier ses doutes sur le bon déroulement de ces parachutages, compte tenu de tous les ennuis de ces derniers jours.

### Chute d'une partie du réseau
Une vague d'arrestations dans le réseau est déclenchée à partir de fin juillet 1944. Le 29 juillet, les Allemands arrêtent des résistants du groupe de Montigné dont certains ont eu des contacts avec le groupe de Saint-Sulpice.
C'est l’hécatombe pour une partie du Groupe de Résistance de Château-Gontier : le 31 juillet, le bourg de Saint-Sulpice est entièrement cerné par les Allemands, toutes les issues gardées. L'agent de liaison Adolphe Bouvet est arrêté et emprisonné le 31 juillet en même temps que Gonnin. Gonnin et Revaud (Groupe de Montigné) sont pour un motif que l'on ignore, transférés à Laval, puis au Mans.
Le 2 août, les Allemands reviennent en nombre à Saint-Sulpice. Le bourg est à peu près vide d'habitants ; il y règne une atmosphère de terreur. Les deux arrestations, les terribles perquisitions qu'ont eues à subir le petit bourg surpeuplé de réfugiés, les menaces non déguisées des Allemands ont semé le trouble. La hantise d'Oradour-sur-Glane, annoncée par la BBC est présente dans les mémoires.
Comme précédemment, le bourg est cerné, à la recherche des résistants. Les Allemands et des miliciens français arrêtent Charles Talvat, son fils Louis Talvat, Jégou, Jean-Baptiste Landelle et Constance Bouvet l'épouse d'Adolphe Bouvet.
Le 2 août, c'est aussi le groupe de Bazouges qui est visé par les Allemands, dont Marcel Saulais. Les Allemands trouve la cachette, et le stock d'armes déposé à Bazouges. Le 2 août, sont arrêtés à Château-Gontier, le parisien replié Henri Goldstern à l'Hotel de la Courtille, arrêté sur son nom à consonance juive, d'autre part à son domicile Melle Adrienne Raimbault, domestique de M. du Freté, un chef résistant, après une perquisition des Allemands qui n'a pas permis de le retrouver. Mme Peltier est aussi arrêtée.

### Le moulin de Formusson
La tragédie de Formusson s'inscrit dans le contexte des opérations de répression lancés par la police de sureté allemande contre le groupe de résistance. Les policiers avaient peu à peu appris le transit et le dépôt des armes qui avaient été effectués. Le moulin de Formusson à Daon sert au groupe de Résistance de Bierné, à transmettre les messages de la radio de Londres. C'est un point de rencontre pour les réfractaires au STO, et pour cacher des armes parachutées avant distribution.
Le 3 août, 40 S.S. armés accompagnés de 4 civils, dont sans doute un agent de la Gestapo et trois français supplétifs de la Gestapo font irruption dans la cour du Moulin. On doit noter que la SIPO-SD intégrait des auxiliaires français, dont Jacques Vasseur, présent à Formusson. Ils cherchent à arrêter le meunier Gerbouin, qui cette journée-là, est à Château-Gontier. Outre Mme Gerbouin et le personnel, une quarantaine de promeneurs et de pêcheurs sont pris en otage au moulin. Les Allemands fouillent partout, en vain. Ils interrogent et martyrisent le farinier Marcel Gilbert pour le faire avouer.
La journée s'écoule, sans retour de Gerbouin, et sans libération d'otages. Vers 20h, des coups de feu éclatent. Cinq résistants du groupe de Ménil transportant des armes à bicyclette génèrent une fusillade avec les sentinelles allemandes. Ils ignoraient la présence des Allemands au moulin. Deux Allemands sont tués, et un des résistants (Michel Bélier) est capturé, puis emmené au moulin, pour y être à son tour, torturé.
Une patrouille allemande, sur la trace des résistants, va arrêter trois personnes, qui sont à leur tour emmenés au moulin pour connaître le même sort que Michel Bélier. Ils sont pris pour des terroristes. Les S.S. simulent leur libération, en les mitraillant. Henri Minzière (père) est le seul qui arrive à s'enfuir. Les Allemands décident alors de fusiller une personne supplémentaire qui sera Marcel Gilbert. Les Allemands repartent sans le meunier, et à défaut emmènent avec eux Mme Maria Gerbouin et Michel Bélier à Château-Gontier. Les Allemands viennent d'exécuter trois personnes au moulin de Formusson. En 1946, un prisonnier S.S. capturé et interné au camp d'Auvours reconnut l'endroit, et donna le nom des chefs qui commandaient ce détachement.

### Martyrs
Dans la semaine précédant la libération de Château-Gontier, une douzaine de résistants de Montigné, Ménil, Saint-Sulpice et Bazouges sont arrêtés à la suite de leur participation à des actes de résistance. Adolphe Bouvet, arrêté le 31 juillet, est interné le jour même à la prison de Laval. Puis, 14 autres personnes sont raflées les jours suivants, et emmenées par des membres de la Gestapo, dont des supplétifs comme Jacques Vasseur au Collège universitaire de Château-Gontier où s'était installée une antenne de la sécurité allemande d'Angers. Enfermés dans une salle exigüe, dépourvue de ses meubles et de tout matériel de couchage, tous sont successivement conduits dans une salle de l'école maternelle située à proximité du collège. Ils vont subir des interrogatoires serrés, interrompus seulement par des coups de barre de fer ou de bâton, ainsi que le supplice électrique que leur infligent leurs bourreaux. Pendant ce temps, une vingtaine de S.S. jouent au piano ou au ping-pong de manière à couvrir les cris des victimes.
Le 5 août, à la suite de l'arrivée de l'armée américaine en Mayenne, les S.S. décident de partir, et sept prisonniers sont relâchés, dont Mme Bouvet et Gerbouin. Les autres, très affaiblis, doivent charger des camions durant une partie de la nuit. Les sept résistants restants vont être exécutés par les SS dans la nuit du 5 au 6 août 1944 un jour avant la libération de la ville. La dépouille de Marcel Saulais ne sera découverte que le 15 septembre 1945 dans une tranchée du collège. Manquant d'armes depuis la découverte des stocks par les Allemands, les FFI de la région, pourtant informés, ne peuvent intervenir.

### Libération du Sud-Mayenne
Fin juillet, entre Laval et Sablé, un convoi allemand est attaqué par les groupes de Meslay et Bouère. Un camion est détruit, des Allemands sont brûlés, une grande partie de l'essence est récupérée.
Le 5 août 1944, le groupe de Cossé participe à l'attaque d'un groupe de soldats allemand à la ferme de la Rousselière,.
Le 6 août 1944, Mautaint établit la liaison avec l'armée américaine. Dans la nuit du 6 août au 7 août, accompagnés d'agents et de gendarmes, il attaque les troupes allemandes à la tête de 200 hommes et libère Château-Gontier. Les Allemands se sont repliés sur Coudray où ils forment une poche de résistance forte de 2 000 hommes.

## Postérité
- À Château-Gontier, un monument fut érigé le 6 août 1945, sur le lieu du massacre, puis transféré le 5 octobre 1965 dans la rue des Martyrs.
- À Saint-Sulpice, une stèle en souvenir de la Résistance de Saint-Sulpice fut inaugurée en 1946 dans le cimetière de la commune.
- À Laval, une plaque à la mémoire d'Adolphe Bouvet fut apposée le 22 septembre 1946 par le ministre Francisque Gay à la recette principale des PTT, et le 11 novembre 1960 à la maison d'arrêt de Laval.
- À Daon, un monument fut érigé le 3 aôut 1947 à Formusson.
- À Bazouges, la place Marcel-Saulais est le lieu d'implantation du monument aux morts de la commune

### Études locales
- Marc Valée, Cinq années de vie et de guerre en pays mayennais. Groupe Iéna, Château-Gontier, 1962, 414 p.
- Paul Janvier, Souvenirs de résistance d'un groupe du nord de la Mayenne : Réseau Navarre, Laval, 1970, 40 p.
- Francis Robin, La Mayenne de 1940 à 1944, Occupation, Résistance, Libération, Laval, 1973.
- Michel Desrues, Magali Even, Mémorial de la Mayenne 1940-1945, 2001.
- Patrick Planchenault, La vie quotidienne des sud-Mayennais pendant la guerre 1939-1945, Ediprint, 300 p.